# 筆子塚
筆子塚（ふでこづか）とは、江戸時代に庶民の教育機関であった寺子屋や家塾で、読書算や実務教育を教わった教え子が、師匠が死んだ際にその遺徳を偲んで、自分たちで費用を出し合って建てた墓、または供養塔。明治に入ってから建てられた例もある。師匠塚・筆子塔・筆子碑という場合もある。

## 概要
寺子屋は、今日の小学校のように7～8歳前後で入学し、入学後3年から5年程度の間で読み書き計算を習得させた。その生徒が「筆子」である。（これから、子どもがよく勉強するようにと、女子の名前としてこれが用いられた例も少なくない。）
江戸時代には、社会に出る前の準備教育を寺子屋で終える者が多かったため、寺子屋の師匠は筆子たちにとって生涯の師でもあった。「寺子屋」という呼称の通り、師匠がお寺の住職という例も多かった。
筆子塚は各地に点在している。筆子塚は一般的な墓と形式的な違いはなく、多くは「筆子中」と書かれていることから筆子が建てたことが知られる。江戸時代の寺子屋については公的な記録が残っておらず不明な点が多いが、筆子塚の分布を調べることで、その地域の寺子屋の分布を推測する手がかりとなる。

## 筆塚

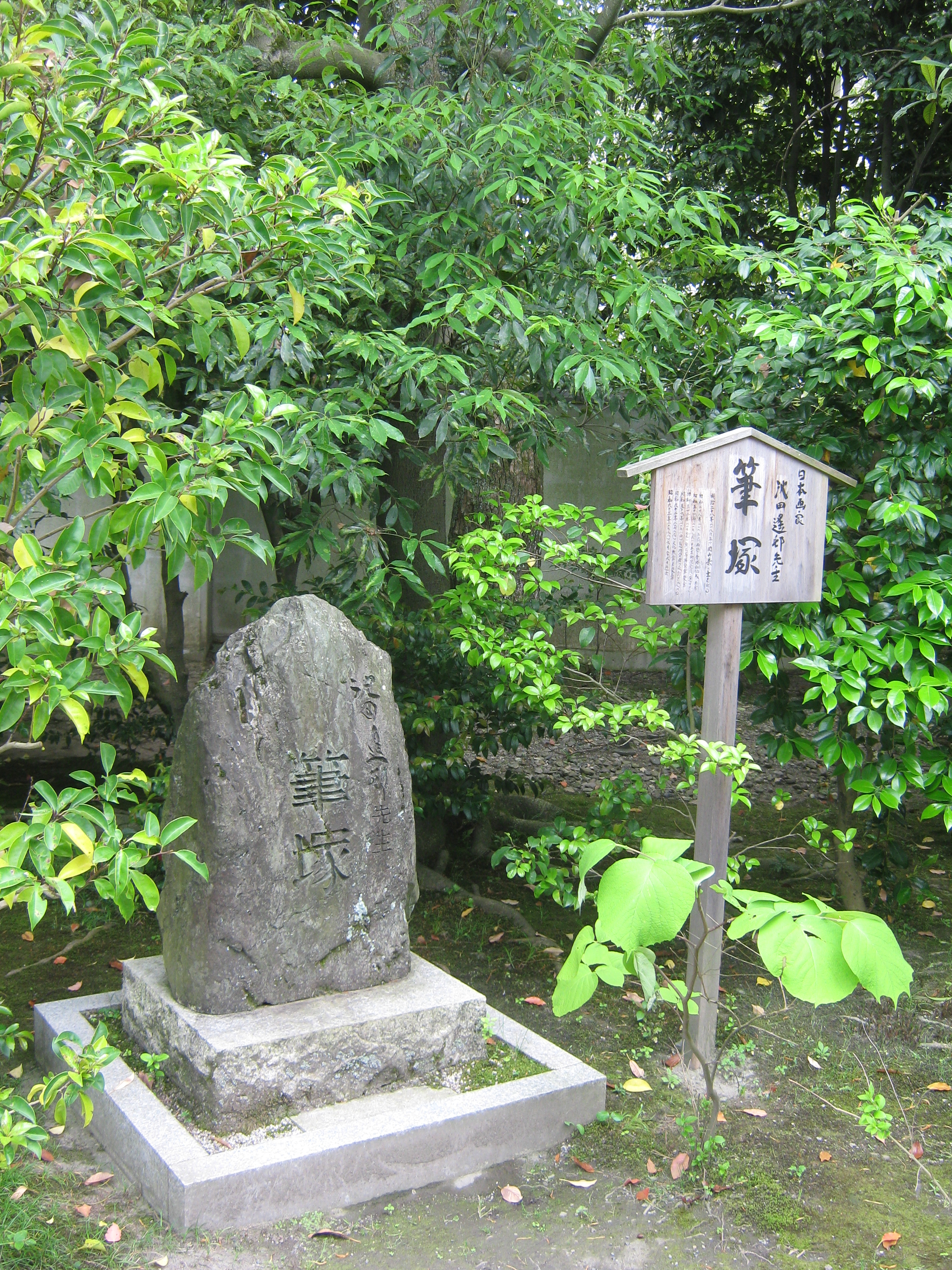
筆塚、廬山寺内、京都市上京区

筆塚と呼ばれる物もある。こちらは長年使って来た筆を供養して埋めた塚を指す。転じて、筆を供養して祀るだけでなく、筆子塚と同様に筆を使った場所すなわち寺子屋や塾の先生を祀ることを兼ねている場合もある。